# Viviparus mamillatus
Viviparus mamillatus is een slakkensoort uit de familie van de Viviparidae. De wetenschappelijke naam van de soort is voor het eerst geldig gepubliceerd in 1852 door Kuster.